# Parque de los Pies Descalzos
El Parque de los Pies Descalzos es un espacio público colombiano de la ciudad de Medellín, creado por las Empresas Públicas de Medellín en la zona administrativa de la ciudad, en pleno centro de la misma, adyacente al Museo Interactivo EPM, el Teatro Metropolitano, Plaza Mayor y al Edificio Inteligente; y cercano, entre otros hitos urbanos, al Centro Administrativo La Alpujarra, la Iglesia del Sagrado Corazón de Jesús, el río Medellín y las estaciones Alpujarra y Cisneros.
El Parque de los Pies Descalzos nació entre los años de 1998 y 2000. Tal cual lo indica su nombre es un lugar típicamente lúdico, cuyo propósito es que los visitantes se descalcen y disfrutan relajadamente en medio de la urbe, con actividades, tomas pedagógicas y eventos de amplio impacto social.

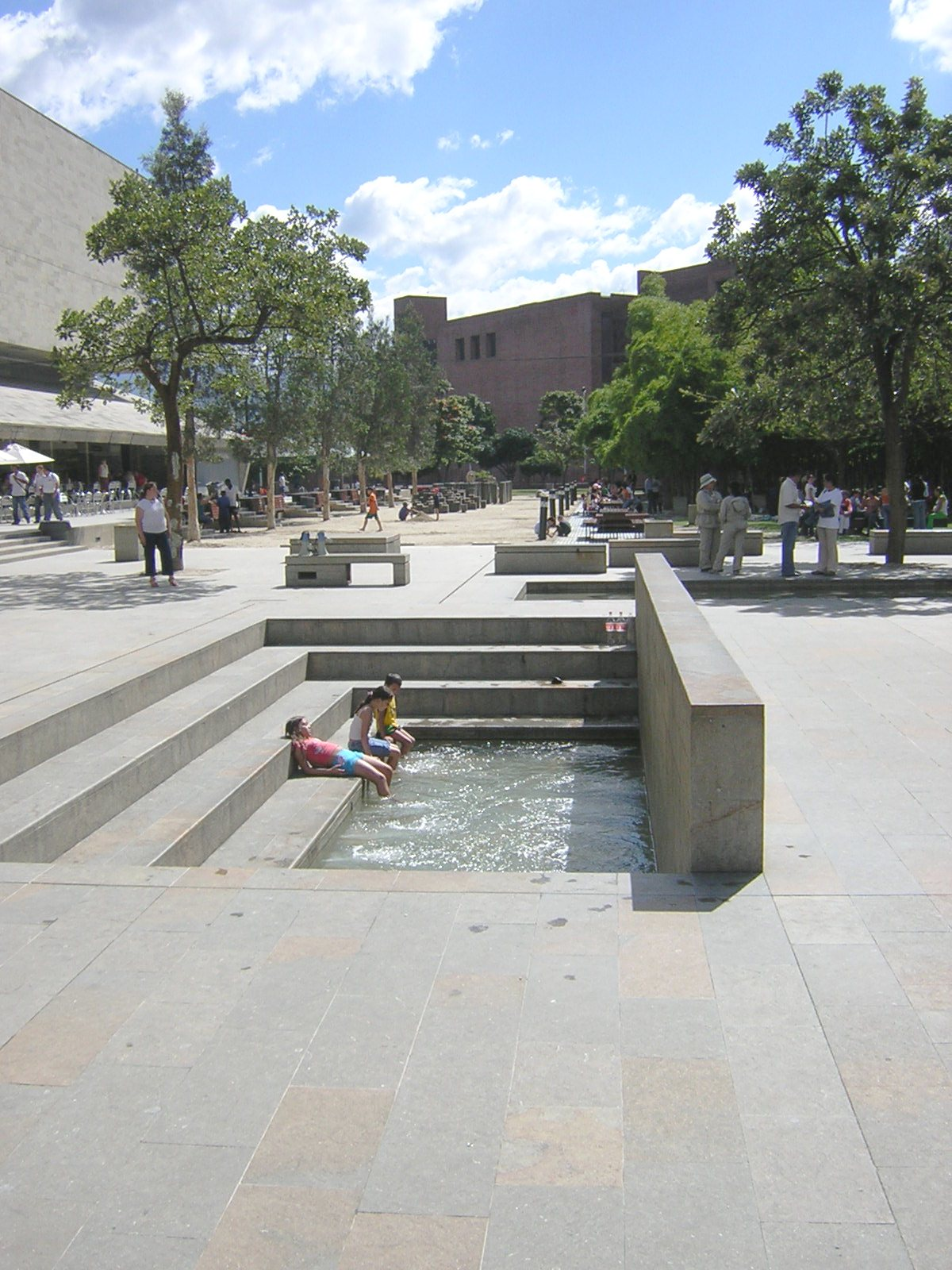
Fuente de los sonidos en el parque.

El propósito de descalzarse es entrar en contacto con la naturaleza, recorrer las diversas fuentes, el bosque de los enamorados (de bambú), el jardín zen y el parque de arena, o bien los lugares aledaños.